# ریسوایلر
ریسوایلر (به آلمانی: Riesweiler) یک شهر در آلمان است که در راین-هونسروک واقع شده‌است. ریسوایلر ۷۲۴ نفر جمعیت دارد.